# Syrkówka
Syrkówka (782 m) – szczyt w paśmie Koskowej Góry w Beskidzie Makowskim. Nie znajduje się w głównym grzbiecie tego pasma, lecz w bocznym, południowym grzbiecie Koskowej Góry, pomiędzy Koskową Górą (867 m) a (782 m) a Magurką (787 m) i Bargłową Górą (686 m). Grzbiet ten oddziela dolinę Bogdanówki od doliny potoku Wieprzczanka (Wieprzec). Ze stoków Syrkówki spływają dwa mniejsze potoki uchodzące do Wieprzca i jeden potok zasilający Bogdanówkę. 
Przez Syrkówke przebiega granica między miejscowościami Bogdanówka i Wieprzec. W większości jest zalesiona (Las Gdulów). Stokami zachodnimi przebiega szlak turystyczny, omijający jednak wierzchołek Syrkówki.

## Szlak turystyki pieszej
odcinek: Jordanów – Groń – Koskowa Góra – Bieńkówka – Przełęcz Sanguszki – Lanckorona